# Banco Europeo de Inversiones

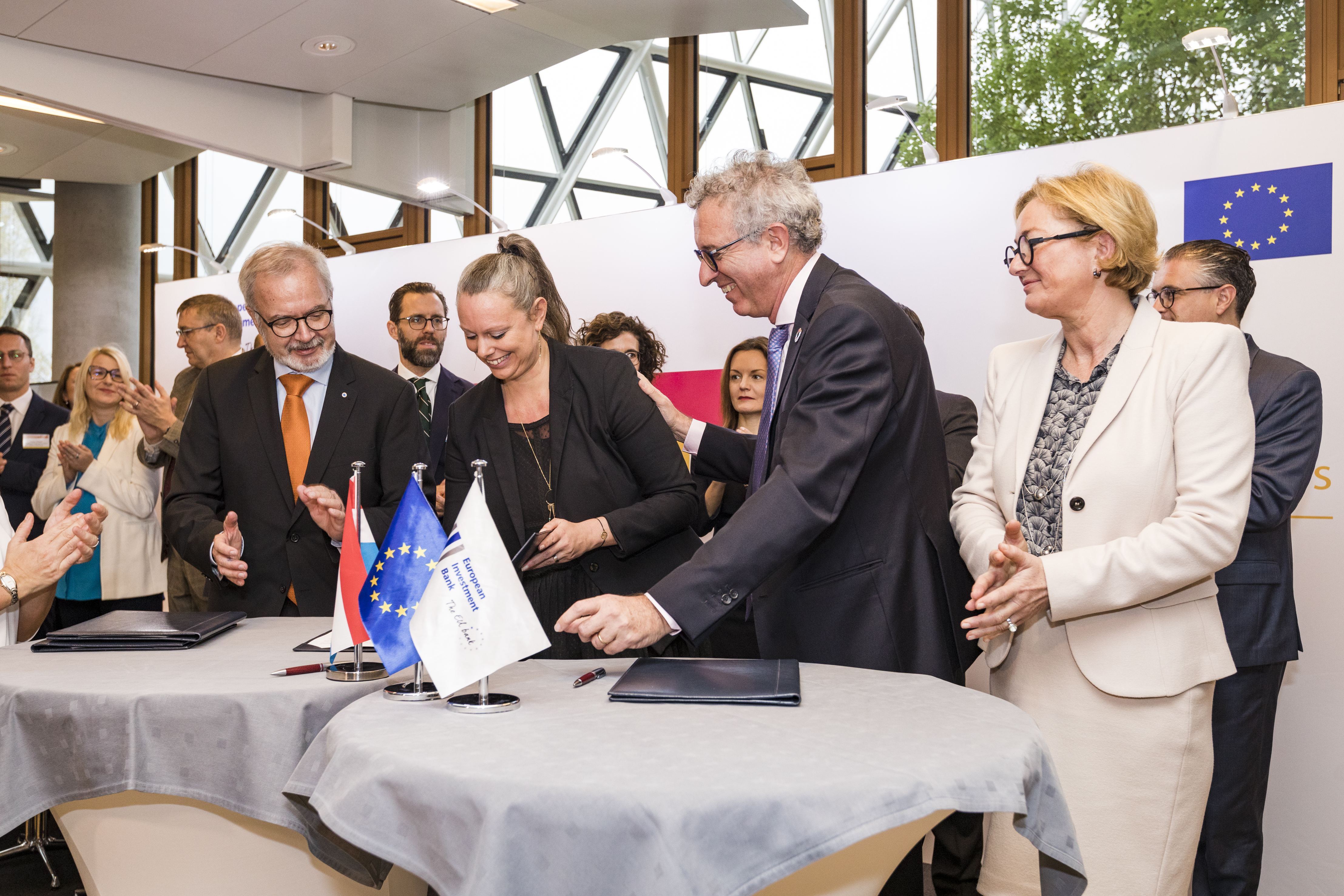
Conferencia de donantes 2019 del EIB.

El Banco Europeo de Inversiones  (BEI) es el órgano financiero de la Unión Europea (UE). Fue creado en 1958 en el marco de los Tratados de Roma y su sede está en Luxemburgo. Tiene por misión contribuir al desarrollo equilibrado del territorio de la Unión a través de la integración económica y la cohesión social.
Los accionistas del BEI son los Estados miembros de la Unión Europea y está dirigido por el Consejo de Gobernadores, compuesto por los ministros de economía y hacienda de dichos estados. 
Fuera de la Unión, el BEI apoya las estrategias de preadhesión de los países candidatos a formar parte de la Unión y aplica el apartado financiero de los acuerdos celebrados en el marco de las políticas europeas de ayuda y cooperación al desarrollo.
Esta institución otorga más 75.0000 millones de euros al año en créditos. El BEI no concede financiación general a un Estado, sino que cofinancia proyectos concretos, de manera parcial y subsidiaria.
El BEI emplea a unos 2872 expertos europeos en finanzas. Por regla general, el BEI no presta más del 50 % de los fondos necesarios para la ejecución de cada proyecto.

## Productos y servicios financieros
El BEI presta tanto al sector privado como al público a través de diversos productos financieros: La financiación es la principal actividad del Banco, pero también ofrece orientación sobre cómo utilizar fuentes de inversión adicionales.

### Préstamos
El Banco Europeo de Inversiones concede préstamos a largo plazo, normalmente hasta el 50 % del coste total de un proyecto, para el sector público y el privado, y para las pequeñas y medianas empresas a través de socios prestamistas intermediarios. La financiación del BEI para el sector privado de grandes proyectos o programas de inversión individuales comienza a partir de 25 millones de euros. Ofrece préstamos marco a partir de 100 millones de euros a entidades del sector público para programas de inversión que constan de varios proyectos más pequeños. Los préstamos para proyectos tanto del sector privado como del sector público tienen que estar alineados con una o más prioridades del BEI. Además de la financiación directa de la deuda o la financiación de proyectos para el sector privado, el BEI concede préstamos a intermediarios financieros (normalmente bancos comerciales) que proporcionan a las pequeñas y medianas empresas financiación para sus proyectos.

### Capital
El Banco Europeo de Inversiones invierte y coinvierte en empresas y fondos que se centran en las infraestructuras, el medio ambiente o las pequeñas y medianas empresas y corporaciones de tamaño medio a cambio de capital, lo que permite a las empresas obtener capital mediante la venta de acciones para sufragar costes a corto plazo o para alcanzar objetivos financieros a largo plazo. En algunos casos, el BEI proporciona financiación directa de cuasi-capital para apoyar a las empresas que buscan financiación para crecer, lo que implica productos de deuda de riesgo para empresas europeas en el ámbito de la biotech y ciencias de la vida, software y TIC, ingeniería y automatización, renovables y tecnologías limpias. Estas inversiones, que son una adición relativamente reciente al trabajo del banco, tienden a ser más pequeñas que sus límites anteriores en cuanto al tamaño de sus acuerdos, ya que se dirigen a las empresas de nueva creación y de crecimiento. El Fondo Europeo de Inversiones (FEI) apoya al BEI colaborando con las PYME y con los socios financieros correspondientes (bancos, instituciones de garantía, de arrendamiento financiero y de microfinanciación, fondos de capital privado y de capital riesgo, etc.).
Las inversiones del BEI en fondos de capital y de deuda suelen cubrir entre el 10 % y el 20 % del tamaño del fondo (con un máximo del 25 %) y abordan objetivos de acción climática, de infraestructuras o de desarrollo del sector privado y de impacto social.

### Garantías
El BEI proporciona mejora crediticia de la deuda sénior utilizando financiación subordinada, garantías de préstamos financiadas o no financiadas y líneas de crédito contingentes. La mejora del crédito es el proceso de mejora de la solvencia de una empresa mediante la adopción de medidas internas y externas. El BEI aumenta la protección de la deuda sénior, mejora la calificación crediticia y la calidad del crédito para la financiación de proyectos y pretende ayudar a los proyectos a atraer más financiación privada de inversores institucionales. Al ofrecer garantías a las pequeñas y medianas empresas o empresas de capitalización media, el Banco cubre una parte de las posibles pérdidas de una cartera de préstamos y sienta las bases para una financiación adicional. Una garantía es un contrato legal por el que un tercero (garante) se compromete a asumir la deuda u otras obligaciones de un prestatario en caso de impago.

### Servicios de asesoramiento y asistencia técnica
Los servicios de asesoramiento del Banco Europeo de Inversiones son llevados a cabo por el Centro Europeo de Asesoramiento y están disponibles para proyectos públicos y privados dentro y fuera de la Unión Europea. Además de asesoramiento sobre mecanismos de inversión específicos o desarrollo de mercados, los servicios pueden incluir orientación estratégica y técnica para la realización de un proyecto. Antes de llegar a un acuerdo de financiación con el BEI u otros inversores, los futuros clientes pueden hacer uso de los conocimientos técnicos del Banco en los ámbitos de la estructuración financiera, la contratación pública y la reglamentación, o la evaluación de impacto, por ejemplo en relación con las implicaciones de un proyecto sobre el cambio climático. No ofrece asesoramiento relacionado con la compra o venta de valores ni ningún servicio de asesoramiento en materia de evaluación y auditoría de proyectos.

### Mandatos y asociaciones
Además de financiar proyectos con sus propios recursos, el Banco Europeo de Inversiones establece mandatos y asociaciones que ayudan a financiar proyectos más arriesgados y a combinar préstamos con becas y subsidios; que son fondos o productos desembolsados que no requieren reembolso. Los mandatos también pueden implicar inversiones financieras y pueden basarse en el asesoramiento técnico y financiero.
El BEI colabora con organizaciones de todo el mundo, como la Comisión Europea y el Servicio Europeo de Acción Exterior, las Naciones Unidas (por ejemplo, Energía Sostenible para Todos) o el Fondo Internacional de Desarrollo Agrícola.